# Sandrine Péché
Sandrine Péché (* 1977) ist eine französische Mathematikerin, die sich mit Wahrscheinlichkeitstheorie und mathematischer Physik befasst.
Sandrine Péché studierte an der  École normale supérieure de Cachan und  wurde 2002 an der École polytechnique fédérale de Lausanne bei Gérard Ben Arous promoviert (Universality of local eigenvalue statistics for sample covariance matrix ensembles). Sie habilitierte sich und lehrte an der Universität Grenoble (Habilitation: The edge spectrum of random matrices) und ist seit 2011 Professorin an der Universität Paris VII (Denis Diderot) im  Laboratoire de Probabilités et Modèles Aléatoires.
Sie befasst sich mit Zufallsmatrizen und Anwendungen in der Finanzmathematik, Graphentheorie, hochdimensionaler Statistik, Perkolationstheorie und Informationstheorie.
2014 war sie eingeladene Sprecherin auf dem Internationalen Mathematikerkongress in Seoul (Deformed ensembles of random matrices). 
Sie ist Herausgeberin der Electronic Communications in Probability.

## Schriften (Auswahl)
- mit G. Ben Arous:  Universality of local eigenvalue statistics for some sample covariance matrices, Communications on Pure and Applied Mathematics, Band 58, 2005, S. 1316–1357.
- The largest eigenvalue of small rank perturbations of hermitean random matrices, Prob. Theory and Related Fields, Band 134, 2006, S. 127–173, Arxiv
- mit Alexander Soshnikov: Wigner random matrices with non symmetrically distributed entries, J. Stat. Phys., Band 129, 2007, S. 857–884, Arxiv
- mit A. Soshnikov: On  the  lower  bound  of  the  spectral norm of symmetric random matrices with independent entries, Electronic Communications in Probability, Band 13, 2008, S. 280–290. Arxiv
- mit Antonio Auffinger, G. Ben Arous: Poisson convergence for the largest eigenvalues of Heavy Tailed Random Matrices, Ann. Inst. Henri Poincaré, Arxiv 2007
- Universality results for largest eigenvalues of some sample covariance  matrix  ensemble, Arxiv 2007
- mit Alan Edelman, Alice Guionnet: Beyond universality in random matrix theory,  Annals of Applied Probability, Band 26, 2016, S. 1659–1697, Arxiv
- mit Benjamin Schlein, Laszlo Erdös, José A. Ramirez, Horng-Tzer Yau: Bulk Universality for Wigner Matrices, Arxiv